# Lac Winfield Scott
Le lac Winfield Scott est un petit lac artificiel de montagne de 7,28 hectares situé un peu moins de 20 km au sud de la localité de Blairsville dans l'État américain de Géorgie. Le lac, qui est géré par le Service des forêts des États-Unis auquel il appartient, est la source du cours d'eau dénommé Cooper Creek. Le lac est le principal attrait de la zone récréative dénommée Lake Winfield Scott Recreation Area. Cette zone est une sorte de parc où il est possible de se promener, de pêcher, de faire des sports aquatiques ainsi que d'autres activités. Juché à une altitude de 870 m, il est un des plus hauts lacs de Géorgie. Les nombreux types de biotopes entourant le lac favorise une riche biodiversité tant animale que végétale.

## Histoire
Achevé en 1942, le lac Winfield Scott est un lac artificiel construit par le Civilian Conservation Corps en vue d'y créer une zone récréative dans le nord de l'État de Géorgie. Il s'agit du dernier projet du Civilian Conservation Corps effectué dans l'état et un des derniers du pays alors que la nation américaine venait juste de commencer la Seconde Guerre mondiale.
Le nom du lac tire son origine du général Winfield Scott. Au XIXe siècle, ce général de l'US Army était également un diplomate et un candidat aux élections présidentielles américaines. Surnommé Old Fuss and Feathers ou bien encore Grand Old Man of the Army (« Grand Vieil Homme de l'Armée »), Scott était un héros de la guerre américano-mexicaine et le premier américain depuis George Washington à obtenir le rang de lieutenant général de l'armée américaine.
À la fin du XVIIe siècle, les tribus amérindiennes Cherokee et Creek commencèrent à s'affronter à proximité lors d'une bataille à Slaughter Gap. La tribu Creek perdit et céda la région de la Blood Mountain aux Cherokees qui considéraient l'endroit comme sacré. Des vestiges archéologiques indiquent la présence de cette bataille sans déterminer exactement la date et les participants de la bataille.
En 1838, les amérindiens de la région furent chassés de la région par le général Winfield Scott qui les força à partir plus à l'ouest en suivant le sentier Trail of Tears. Les fermiers remplacèrent les amérindiens et dans les années 1880, des compagnies commencèrent à exploiter la forêt environnante. Le 14 mai 1938, le lac fut d'abord ouvert au public en tant que partie de la forêt nationale de Chatahoochee. Durant les années 1990, le Corps du génie de l'armée des États-Unis reconstruisit et renforça le barrage du lac.

## Géographie
Le lac est situé au sud des Blue Ridge Mountains non loin de la Blood Mountain à proximité du parc d'État de Vogel State Park. Deux routes permettent d'accéder au parc. L'accès nord permet uniquement d'atteindre le lac tandis que l'accès sud permet d'accéder à des campings, des sentiers de randonnées et les infrastructures de bord de lac. La forêt entoure tout le lac. La région proche de Sosebee Gap se compose d'érables dont les feuilles se colorent en automne en attirant les visiteurs.

### Faune et flore
La zone environnante est assez vallonnée appartenant aux des Appalaches. La création de ces montagnes remonte à 1,5 milliard d'années lors de l'orogénèse de Grenville qui a vu la collision de plaques tectoniques. Ce paysage, composé de montagnes et de vallées, abrite de nombreuses espèces animales et végétales. Le lac est proche de la zone d'extension méridionale de la pruche du Canada et du pin blanc d'Amérique. Dans les zones de basse altitude, on trouve plutôt des chênes et des Caryers. À plus haute altitude, on retrouve une flore d'altitude comme le Trillium persistens et le Rhododendron. Près de Sosebee Cove se trouvent la Dicentra cucullaria, la Dicentra canadensis et d'autres plantes herbacées.
La zone du lac est habitée par le cerf de Virginie et le raton laveur. La population de cerfs qui avait fortement décliné vers 1895 a rebondi durant les années 1930 à la suite de réintroductions menées par Arthur Woody, un ranger du parc. Plus de 100 espèces d'oiseaux nichent ou migrent dans la zone comme le grimpereau brun, le durbec des pins, le passerin indigo et le bec-croisé des sapins. Les espèces d'oiseaux migrateurs sont présents au printemps et en automne. Les ruisseaux proches du lac sont également riches en amphibiens comme par exemple des salamandres.

## Activités récréatives
Les activités récréatives sont constituées du camping, de nautisme et de randonnées. Une route touristique dénommée "The Georgia Triangle" débute près du lac sur la route Highway 180.

### Pêche, natation et nautisme
Les pêcheurs sont attirés par la truite arc-en-ciel qui est présente dans les eaux du lac. On y trouve également l'achigan à grande bouche et les centrarchidae,. Une plage de sable permet aux nageurs de profiter du lac tandis qu'un quai permet de monter en bateau. Seuls les embarcations manuelles ou électriques sont permis sur le lac.

### Camping et randonnées

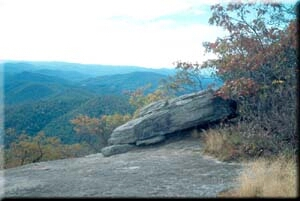
Les sentiers au départ du lac conduisent au sommet de la proche Blood Mountain.

La zone récréative accueille 36 campements disposant d'une infrastructure. On y trouve une plaine de jeux et des lieux adaptés au picnic. Les campements sont ouverts du printemps à l'automne et sont administrés par le service des forêts du district de Chattahoochee-Oconee National Forest/Blue Ridge Ranger.
Trois sentiers partent du lac. Le premier, assez simple, fait le tour du lac pour une distance d'environ 650 mètres et dispose de portions accessibles aux chaises roulantes. Les sentiers Jarrad Gap Trail et Slaughter Gap Trail rejoignent le grand sentier de randonnée des Appalaches (Appalachian Trail) et sont indiqués par des marques bleues.
Le Slaughter Creek Trail traverse la forêt au sud du lac le long du ruisseau Slaughter Creek. Le chemin s'élève de plus de 300 mètres sur une distance d'environ 4 km jusque Slaughter Gap (altitude de 1194 mètres) où il rejoint le sentier des Appalaches au pied de la Blood Mountain,. Le sentier traverse des zones dont la flore est composée de lauriers Kalmia latifolia et de rhododendrons. Le sommet de la Blood Mountain se situe à un peu plus de 2 km de Slaughter Gap le long du sentier Appalachian Trail.
Le Jarrard Creek Trail est un sentier de difficulté simple à moyenne et rejoint le sentier Appalachian Trail à environ 2 km au lieu-dit Jarrard Gap (altitude de 1 005 mètres). Il longe le ruisseau Lances Branch creek au travers d'une forêt. Il est possible de réaliser une boucle d'environ 10 km en combinant le sentier avec les sentiers Slaughter Creek Trail et Appalachian Trail.